# Lista över kommuner i provinsen Pistoia

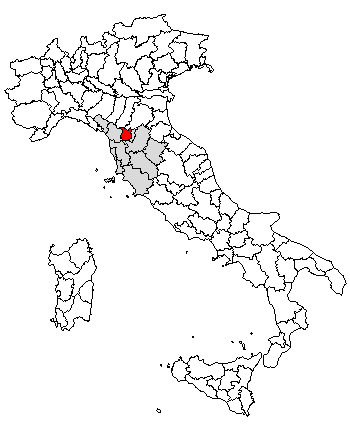
Provinsen Pistoias läge i Toscana i Italien.

Lista över 20 kommuner i provinsen Pistoia i Italien.
| Datum          | Ny kommun             | Kommuner som upphörde               |
| -------------- | --------------------- | ----------------------------------- |
| 1 januari 2017 | Abetone Cutigliano    | Abetone och Cutigliano              |
| 1 januari 2017 | San Marcello Piteglio | Piteglio och San Marcello Pistoiese |

## Nuvarande kommuner
Automatiskt genererad lista (förklaring)
| ISTAT  | Kommun                | Folkmängd | Datum | Ref   |
| ------ | --------------------- | --------- | ----- | ----- |
| 047002 | Agliana               | 17 934    | 2023  | [ 3 ] |
| 047003 | Buggiano              | 8 678     | 2023  | [ 3 ] |
| 047005 | Lamporecchio          | 7 367     | 2023  | [ 3 ] |
| 047006 | Larciano              | 6 301     | 2023  | [ 3 ] |
| 047007 | Marliana              | 3 237     | 2023  | [ 3 ] |
| 047008 | Massa e Cozzile       | 7 742     | 2023  | [ 3 ] |
| 047009 | Monsummano Terme      | 20 731    | 2023  | [ 3 ] |
| 047010 | Montale               | 10 519    | 2023  | [ 3 ] |
| 047011 | Montecatini Terme     | 20 690    | 2023  | [ 3 ] |
| 047012 | Pescia                | 19 223    | 2023  | [ 3 ] |
| 047013 | Pieve a Nievole       | 9 089     | 2023  | [ 3 ] |
| 047014 | Pistoia               | 89 309    | 2023  | [ 3 ] |
| 047016 | Ponte Buggianese      | 8 717     | 2023  | [ 4 ] |
| 047017 | Quarrata              | 26 684    | 2023  | [ 3 ] |
| 047018 | Sambuca Pistoiese     | 1 439     | 2023  | [ 3 ] |
| 047020 | Serravalle Pistoiese  | 11 740    | 2023  | [ 3 ] |
| 047021 | Uzzano                | 5 562     | 2023  | [ 3 ] |
| 047022 | Chiesina Uzzanese     | 4 494     | 2023  | [ 3 ] |
| 047023 | Abetone Cutigliano    | 1 825     | 2023  | [ 3 ] |
| 047024 | San Marcello Piteglio | 7 630     | 2023  | [ 3 ] |